# Plattberg
Der Plattberg (auch Blattberg) ist ein Berg in der südlichen Kette der Ammergauer Alpen, sein höchster Punkt trägt auch den Namen Hochschrutte und erreicht eine Höhe von 2247 m ü. A.
Der Plattberg liegt nördlich von Lähn. Er kann von Lähn (Bahnhof an der Außerfernbahn) aus, oder, mühsamer und weglos, vom Plansee über Pitzental und Wiesjoch erstiegen werden. Die Besteigung des Bergs kann im Rahmen einer Gratwanderung von oder zum Daniel unternommen werden. Der Nebengipfel, das 2196 Meter hohe Große Pfuitjöchl wird auch im Winter gerne mit Skiern oder Schneeschuhen bestiegen.
Der Gipfel bietet eine sehr gute Aussicht in alle Himmelsrichtungen. Allerdings ist die Besteigung anspruchsvoll und enthält leichte Kletterpassagen. Zudem ist die Wegfindung teils schwierig, da vorhandene Markierungen (Stand Juni 2025) recht verblasst sind oder die Wege kaum noch erkennbar sind.